# Victor Archenoul
Victor Marie Célestin François Archenoul (La Boussac, 16 dicembre 1871 – Parigi, 10 dicembre 1938) è stato un cavaliere francese, vincitore dell'argento olimpico in sella a Retournelle nel chevaux de selle a Parigi 1900, dietro solo a Louis Napoléon Murat.
Nel 1923, quando era direttore della scuola di dressage di Caen, venne insignito dell'ordine al merito agricolo.

## Palmarès
- Giochi olimpici

Parigi 1900: argento nel chevaux de selle.